# Élections législatives de 2017 dans le Pas-de-Calais
Les élections législatives françaises de 2017 se sont déroulées les 11 et 18 juin 2017. Dans le département du Pas-de-Calais, douze députés ont été élus pour les douze circonscriptions.

## Élus
| Circonscription                                                                                                  | Député sortant         | Parti | Parti | Député élu ou réélu        | Parti | Parti |
| --- | ---------------------- | ----- | ----- | -------------------------- | ----- | ----- |
| 1re | Jean-Jacques Cottel    |       | PS    | Bruno Duvergé              |       | Modem |
| 2e | Jacqueline Maquet**    |       | LREM  | Jacqueline Maquet          |       | LREM  |
| 3e | Guy Delcourt*          |       | PS    | José Évrard                |       | FN    |
| 4e | Daniel Fasquelle       |       | LR    | Daniel Fasquelle           |       | LR    |
| 5e | Frédéric Cuvillier*    |       | PS    | Jean-Pierre Pont           |       | LREM  |
| 6e | Brigitte Bourguignon** |       | LREM  | Brigitte Bourguignon       |       | LREM  |
| 7e | Yann Capet             |       | PS    | Pierre-Henri Dumont        |       | LR    |
| 8e | Michel Lefait*         |       | PS    | Benoît Potterie            |       | LREM  |
| 9e | Stéphane Saint-André   |       | PRG   | Marguerite Deprez-Audebert |       | Modem |
| 10e | Serge Janquin*         |       | PS    | Ludovic Pajot              |       | FN    |
| 11e | Philippe Kemel         |       | PS    | Marine Le Pen              |       | FN    |
| 12e | Nicolas Bays*          |       | PS    | Bruno Bilde                |       | FN    |
| * député sortant ne se représentant pas en 2017 ** député PS sortant se représentant en 2017 sous étiquette LREM |                        |       |       |                            |       |       |

## Rappel des résultats départementaux des élections de 2012
| Parti                             | Parti                                       | Premier tour | Premier tour | Second tour | Second tour | Sièges |  |
| Parti                             | Parti                                       | Voix         | %            | Voix        | %           | Sièges |  |
| --------------------------------- | ------------------------------------------- | ------------ | ------------ | ----------- | ----------- | ------ |  |
|                                   | Parti socialiste                            | 206 295      | 33,81        | 274 795     | 51,90       | 10     |  |
|                                   | Divers gauche dont MRC                      | 31 242       | 5,12         |             |             | 0      |  |
|                                   | Europe Écologie Les Verts                   | 13 327       | 2,18         | 0           |             |        |  |
|                                   | Parti radical de gauche                     | 10 691       | 1,75         | 21 507      | 4,07        | 1      |  |
|                                   | Majorité présidentielle                     | 261 555      | 42,87        | 296 302     | 55,96       | 11     |  |
|                                   |                                             |              |              |             |             |        |  |
|                                   | Union pour un mouvement populaire           | 108 557      | 17,79        | 136 858     | 25,84       | 1      |  |
|                                   | Nouveau centre                              | 24 286       | 3,98         | 16 964      | 3,20        | 0      |  |
|                                   | Divers droite dont DLR, PCD                 | 8 936        | 1,46         |             |             | 0      |  |
|                                   | Parti radical                               | 80           | 0,01         | 0           |             |        |  |
|                                   | Droite parlementaire                        | 141 859      | 23,25        | 153 822     | 29,05       | 1      |  |
|                                   |                                             |              |              |             |             |        |  |
|                                   | Front national                              | 124 761      | 20,45        | 79 386      | 14,99       | 0      |  |
|                                   | Front de gauche                             | 56 129       | 9,20         |             |             | 0      |  |
|                                   | Mouvement démocrate                         | 9 663        | 1,58         | 0           |             |        |  |
|                                   | Extrême gauche dont LO, NPA, POI            | 8 819        | 1,45         | 0           |             |        |  |
|                                   | Divers écologiste (LT, AEI, FEA, MEI et GE) | 4 713        | 0,77         | 0           |             |        |  |
|                                   | Divers                                      | 1 988        | 0,33         | 0           |             |        |  |
|                                   | Extrême droite                              | 589          | 0,10         | 0           |             |        |  |
|                                   |                                             |              |              |             |             |        |  |
| Inscrits                          | Inscrits                                    | 1 084 414    | 100,00       | 994 547     | 100,00      | 12     |  |
| Abstentions                       | Abstentions                                 | 460 902      | 42,5         | 436 380     | 43,88       |        |  |
| Votants                           | Votants                                     | 623 512      | 57,5         | 558 167     | 56,12       |        |  |
| Blancs et nuls                    | Blancs et nuls                              | 13 436       | 2,15         | 28 563      | 5,12        |        |  |
| Exprimés                          | Exprimés                                    | 610 076      | 97,85        | 529 604     | 94,88       |        |  |
| Source : Ministère de l'Intérieur |                                             |              |              |             |             |        |  |

## Résultats de l'élection présidentielle de 2017 par circonscription
| Circonscription | 1er tour | 1er tour | 1er tour | 1er tour  |         | 2d tour | 2d tour |
| Circonscription | Macron   | Le Pen   | Fillon   | Mélenchon | Macron  | Le Pen  |         |
| --------------- | -------- | -------- | -------- | --------- | ------- | ------- | ------- |
| Circonscription |          |          |          |           |         |         |         |
| 1re             | 17,95 %  | 35,12 %  | 18,35 %  | 14,91 %   | 46,25 % | 53,75 % |         |
| 2e              | 24,02 %  | 24,15 %  | 17,90 %  | 18,74 %   | 61,70 % | 38,30 % |         |
| 3e              | 14,20 %  | 39,94 %  | 7,69 %   | 25,04 %   | 41,35 % | 58,65 % |         |
| 4e              | 23,44 %  | 27,20 %  | 22,16 %  | 14,30 %   | 57,16 % | 42,84 % |         |
| 5e              | 21,06 %  | 28,90 %  | 15,31 %  | 20,81 %   | 53,86 % | 46,14 % |         |
| 6e              | 18,37 %  | 33,19 %  | 17,85 %  | 16,04 %   | 48,09 % | 51,91 % |         |
| 7e              | 17,17 %  | 35,88 %  | 13,37 %  | 19,98 %   | 44,83 % | 55,17 % |         |
| 8e              | 20,26 %  | 32,93 %  | 14,17 %  | 18,81 %   | 49,33 % | 50,67 % |         |
| 9e              | 19,56 %  | 31,76 %  | 16,38 %  | 18,30 %   | 51,53 % | 48,47 % |         |
| 10e             | 15,26 %  | 39,78 %  | 9,91 %   | 21,23 %   | 40,21 % | 59,79 % |         |
| 11e             | 14,55 %  | 41,17 %  | 8,22 %   | 23,13 %   | 41,83 % | 58,17 % |         |
| 12e             | 15,47 %  | 42,19 %  | 8,49 %   | 20,15 %   | 39,48 % | 60,52 % |         |

## Résultats

### Résultats à l'échelle du département
|                                                   |                                           |                           |                           |                          |                          |
|                                                   |                                           | Premier tour 11 juin 2017 | Premier tour 11 juin 2017 | Second tour 18 juin 2017 | Second tour 18 juin 2017 |
|                                                   |                                           |                           |                           |                          |                          |
|                                                   |                                           | Nombre                    | % des inscrits            | Nombre                   | % des inscrits           |
| Inscrits                                          | Inscrits                                  | 1 090 595                 | 100,00                    | 1 090 652                | 100,00                   |
| Abstentions                                       | Abstentions                               | 550 370                   | 50,47                     | 601 643                  | 55,16                    |
| Votants                                           | Votants                                   | 540 225                   | 49,53                     | 489 009                  | 44,84                    |
|                                                   |                                           |                           | % des votants             |                          | % des votants            |
| Bulletins blancs                                  | Bulletins blancs                          | 9 001                     | 1,67                      | 28 955                   | 5,92                     |
| Bulletins nuls                                    | Bulletins nuls                            | 4 908                     | 0,91                      | 15 502                   | 3,17                     |
| Suffrages exprimés                                | Suffrages exprimés                        | 526 316                   | 97,43                     | 444 552                  | 90,91                    |
|                                                   |                                           |                           |                           |                          |                          |
| Étiquette politique (partis et alliances)         | Étiquette politique (partis et alliances) | Voix                      | % des exprimés            | Voix                     | % des exprimés           |
|                                                   |                                           |                           |                           |                          |                          |
|                                                   | Front national                            | 135 137                   | 25,68                     | 182 840                  | 41,13                    |
|                                                   | La République en marche                   | 103 272                   | 19,12                     | 159 514                  | 35,88                    |
|                                                   | La France insoumise                       | 59 158                    | 11,24                     |                          |                          |
|                                                   | Parti socialiste                          | 55 986                    | 10,64                     |                          |                          |
|                                                   | Les Républicains                          | 56 953                    | 10,54                     | 44 492                   | 10,01                    |
|                                                   | Modem                                     | 40 570                    | 7,51                      | 57 706                   | 12,98                    |
|                                                   | Parti communiste français                 | 20 792                    | 3,95                      |                          |                          |
|                                                   | Europe Écologie Les Verts                 | 13 986                    | 2,66                      |                          |                          |
|                                                   | Union des démocrates et indépendants      | 10 594                    | 1,96                      |                          |                          |
|                                                   | Extrême gauche                            | 6 012                     | 1,14                      |                          |                          |
|                                                   | Debout la France                          | 5 020                     | 0,95                      |                          |                          |
|                                                   | Parti radical de gauche                   | 4 623                     | 0,88                      |                          |                          |
|                                                   | Divers droite                             | 4 211                     | 0,80                      |                          |                          |
|                                                   | Divers                                    | 3 644                     | 0,69                      |                          |                          |
|                                                   | Divers gauche (dont Pardem)               | 3 095                     | 0,59                      |                          |                          |
|                                                   | Écologiste                                | 1 740                     | 0,33                      |                          |                          |
|                                                   | Extrême droite                            | 1 523                     | 0,29                      |                          |                          |
| Source : Ministère de l'Intérieur - Pas-de-Calais |                                           |                           |                           |                          |                          |

### Résultats par circonscription

#### Première circonscription
Député sortant : Jean-Jacques Cottel (Parti socialiste).
|                                                                               |                                                                      |                           |                           |                          |                          |
|                                                                               |                                                                      | Premier tour 11 juin 2017 | Premier tour 11 juin 2017 | Second tour 18 juin 2017 | Second tour 18 juin 2017 |
|                                                                               |                                                                      |                           |                           |                          |                          |
|                                                                               |                                                                      | Nombre                    | % des inscrits            | Nombre                   | % des inscrits           |
| Inscrits                                                                      | Inscrits                                                             | 104 381                   | 100,00                    | 104 385                  | 100,00                   |
| Abstentions                                                                   | Abstentions                                                          | 48 533                    | 46,50                     | 53 721                   | 51,46                    |
| Votants                                                                       | Votants                                                              | 55 848                    | 53,50                     | 50 664                   | 48,54                    |
|                                                                               |                                                                      |                           | % des votants             |                          | % des votants            |
| Bulletins blancs                                                              | Bulletins blancs                                                     | 1 005                     | 1,80                      | 3 240                    | 6,40                     |
| Bulletins nuls                                                                | Bulletins nuls                                                       | 480                       | 0,86                      | 1 561                    | 3,08                     |
| Suffrages exprimés                                                            | Suffrages exprimés                                                   | 54 363                    | 97,34                     | 45 863                   | 90,52                    |
|                                                                               |                                                                      |                           |                           |                          |                          |
| Étiquette politique (partis et alliances)                                     | Étiquette politique (partis et alliances)                            | Voix                      | % des exprimés            | Voix                     | % des exprimés           |
|                                                                               |                                                                      |                           |                           |                          |                          |
|                                                                               | Bruno Duvergé Mouvement démocrate (La République en marche)          | 15 037                    | 27,66                     | 24 770                   | 54,01                    |
|                                                                               | Agnès Caudron Front national                                         | 12 710                    | 23,38                     | 21 093                   | 45,99                    |
|                                                                               | Michel Petit Les Républicains (Union des démocrates et indépendants) | 8 676                     | 15,96                     |                          |                          |
|                                                                               | Jean-Jacques Cottel (député sortant) Parti socialiste                | 8 415                     | 15,48                     |                          |                          |
|                                                                               | Gabriel Bertein La France insoumise                                  | 5 415                     | 9,96                      |                          |                          |
|                                                                               | Sylvie Joniaux Europe Écologie Les Verts                             | 1 179                     | 2,17                      |                          |                          |
|                                                                               | Arnaud Cugier Debout la France                                       | 891                       | 1,64                      |                          |                          |
|                                                                               | Maryse Massart Parti communiste français                             | 429                       | 0,79                      |                          |                          |
|                                                                               | Jean-Paul Wallard Lutte ouvrière                                     | 358                       | 0,66                      |                          |                          |
|                                                                               | Jean-Marc Maurice Extrême droite (Union des patriotes)               | 313                       | 0,58                      |                          |                          |
|                                                                               | Carine Brabant Divers (Union populaire républicaine)                 | 313                       | 0,58                      |                          |                          |
|                                                                               | Mickaël Decottignies Divers droite (Parti chrétien-démocrate)        | 245                       | 0,45                      |                          |                          |
|                                                                               | Jérémy Lautour Extrême gauche (Nouveau Parti anticapitaliste)        | 193                       | 0,36                      |                          |                          |
|                                                                               | Jean-Marie Monka-Octave Divers gauche                                | 189                       | 0,35                      |                          |                          |
| Source : Ministère de l'Intérieur - Première circonscription du Pas-de-Calais |                                                                      |                           |                           |                          |                          |

#### Deuxième circonscription
Député sortant : Jacqueline Maquet (Parti socialiste).
|                                                                               |                                                                           |                           |                           |                          |                          |
|                                                                               |                                                                           | Premier tour 11 juin 2017 | Premier tour 11 juin 2017 | Second tour 18 juin 2017 | Second tour 18 juin 2017 |
|                                                                               |                                                                           |                           |                           |                          |                          |
|                                                                               |                                                                           | Nombre                    | % des inscrits            | Nombre                   | % des inscrits           |
| Inscrits                                                                      | Inscrits                                                                  | 85 132                    | 100,00                    | 85 128                   | 100,00                   |
| Abstentions                                                                   | Abstentions                                                               | 40 498                    | 47,57                     | 45 365                   | 53,29                    |
| Votants                                                                       | Votants                                                                   | 44 634                    | 52,43                     | 39 763                   | 46,71                    |
|                                                                               |                                                                           |                           | % des votants             |                          | % des votants            |
| Bulletins blancs                                                              | Bulletins blancs                                                          | 790                       | 1,77                      | 3 181                    | 8,00                     |
| Bulletins nuls                                                                | Bulletins nuls                                                            | 410                       | 0,92                      | 1 707                    | 4,29                     |
| Suffrages exprimés                                                            | Suffrages exprimés                                                        | 43 434                    | 97,31                     | 34 875                   | 87,71                    |
|                                                                               |                                                                           |                           |                           |                          |                          |
| Étiquette politique (partis et alliances)                                     | Étiquette politique (partis et alliances)                                 | Voix                      | % des exprimés            | Voix                     | % des exprimés           |
|                                                                               |                                                                           |                           |                           |                          |                          |
|                                                                               | Jacqueline Maquet (députée sortante) La République en marche              | 15 889                    | 36,58                     | 22 847                   | 65,51                    |
|                                                                               | Alban Heusele Front national                                              | 7 718                     | 17,77                     | 12 028                   | 34,49                    |
|                                                                               | Alexandre Malfait Union des démocrates et indépendants (Les Républicains) | 6 937                     | 15,97                     |                          |                          |
|                                                                               | Caroline Delplace La France insoumise                                     | 5 531                     | 12,73                     |                          |                          |
|                                                                               | Antoine Détourné Parti socialiste                                         | 2 880                     | 6,63                      |                          |                          |
|                                                                               | Laure Olivier Europe Écologie Les Verts                                   | 2 051                     | 4,72                      |                          |                          |
|                                                                               | Véronique Loir Debout la France                                           | 880                       | 2,03                      |                          |                          |
|                                                                               | Leïla Dutailly Parti communiste français                                  | 548                       | 1,26                      |                          |                          |
|                                                                               | Ameline Clinckemaillié Divers (Union populaire républicaine)              | 338                       | 0,78                      |                          |                          |
|                                                                               | Abmajid Belhadj Lutte ouvrière                                            | 307                       | 0,71                      |                          |                          |
|                                                                               | Audric Alexandre Divers gauche (Parti des citoyens européens)             | 260                       | 0,60                      |                          |                          |
|                                                                               | Michèle Dessenne Divers gauche (Parti de la démondialisation)             | 51                        | 0,12                      |                          |                          |
|                                                                               | Benjamin Charlier Divers (À nous la démocratie)                           | 44                        | 0,10                      |                          |                          |
| Source : Ministère de l'Intérieur - Deuxième circonscription du Pas-de-Calais |                                                                           |                           |                           |                          |                          |

#### Troisième circonscription
Député sortant : Guy Delcourt (Parti socialiste).
|                                                                                |                                                                             |                           |                           |                          |                          |
|                                                                                |                                                                             | Premier tour 11 juin 2017 | Premier tour 11 juin 2017 | Second tour 18 juin 2017 | Second tour 18 juin 2017 |
|                                                                                |                                                                             |                           |                           |                          |                          |
|                                                                                |                                                                             | Nombre                    | % des inscrits            | Nombre                   | % des inscrits           |
| Inscrits                                                                       | Inscrits                                                                    | 85 611                    | 100,00                    | 85 611                   | 100,00                   |
| Abstentions                                                                    | Abstentions                                                                 | 47 629                    | 55,63                     | 51 834                   | 60,55                    |
| Votants                                                                        | Votants                                                                     | 37 982                    | 44,37                     | 33 777                   | 39,45                    |
|                                                                                |                                                                             |                           | % des votants             |                          | % des votants            |
| Bulletins blancs                                                               | Bulletins blancs                                                            | 627                       | 1,65                      | 1 995                    | 5,91                     |
| Bulletins nuls                                                                 | Bulletins nuls                                                              | 415                       | 1,09                      | 999                      | 2,96                     |
| Suffrages exprimés                                                             | Suffrages exprimés                                                          | 36 940                    | 97,26                     | 30 783                   | 91,14                    |
|                                                                                |                                                                             |                           |                           |                          |                          |
| Étiquette politique (partis et alliances)                                      | Étiquette politique (partis et alliances)                                   | Voix                      | % des exprimés            | Voix                     | % des exprimés           |
|                                                                                |                                                                             |                           |                           |                          |                          |
|                                                                                | José Évrard Front national                                                  | 11 707                    | 31,69                     | 16 298                   | 52,94                    |
|                                                                                | Patrick Debruyne Mouvement démocrate (La République en marche)              | 6 276                     | 16,99                     | 14 485                   | 47,06                    |
|                                                                                | Jean-Marc Tellier Parti communiste français                                 | 6 055                     | 16,39                     |                          |                          |
|                                                                                | Djordje Kuzmanovic La France insoumise                                      | 4 172                     | 11,29                     |                          |                          |
|                                                                                | Frédérique Masson Parti socialiste                                          | 3 310                     | 8,96                      |                          |                          |
|                                                                                | Sabine Banach-Finez Les Républicains (Union des démocrates et indépendants) | 1 752                     | 4,74                      |                          |                          |
|                                                                                | Jamel Oufqir Europe Écologie Les Verts                                      | 1 275                     | 3,45                      |                          |                          |
|                                                                                | Hugues Sion Extrême droite (Union des patriotes)                            | 903                       | 2,44                      |                          |                          |
|                                                                                | Michel Darras Lutte ouvrière                                                | 696                       | 1,88                      |                          |                          |
|                                                                                | Caroline Marie Divers (Union populaire républicaine)                        | 395                       | 1,07                      |                          |                          |
|                                                                                | Brigitte Levat Écologiste (Mouvement 100 %)                                 | 259                       | 0,70                      |                          |                          |
|                                                                                | Jean-Luc Flahaut Divers gauche (Parti de la démondialisation)               | 140                       | 0,38                      |                          |                          |
| Source : Ministère de l'Intérieur - Troisième circonscription du Pas-de-Calais |                                                                             |                           |                           |                          |                          |

#### Quatrième circonscription
Député sortant : Daniel Fasquelle (Les Républicains).
|                                                                                |                                                                                           |                           |                           |                          |                          |
|                                                                                |                                                                                           | Premier tour 11 juin 2017 | Premier tour 11 juin 2017 | Second tour 18 juin 2017 | Second tour 18 juin 2017 |
|                                                                                |                                                                                           |                           |                           |                          |                          |
|                                                                                |                                                                                           | Nombre                    | % des inscrits            | Nombre                   | % des inscrits           |
| Inscrits                                                                       | Inscrits                                                                                  | 88 528                    | 100,00                    | 88 520                   | 100,00                   |
| Abstentions                                                                    | Abstentions                                                                               | 38 662                    | 43,67                     | 40 867                   | 46,17                    |
| Votants                                                                        | Votants                                                                                   | 49 866                    | 56,33                     | 47 653                   | 53,83                    |
|                                                                                |                                                                                           |                           | % des votants             |                          | % des votants            |
| Bulletins blancs                                                               | Bulletins blancs                                                                          | 757                       | 1,52                      | 2 134                    | 4,48                     |
| Bulletins nuls                                                                 | Bulletins nuls                                                                            | 341                       | 0,68                      | 1 168                    | 2,45                     |
| Suffrages exprimés                                                             | Suffrages exprimés                                                                        | 48 768                    | 97,80                     | 44 351                   | 93,07                    |
|                                                                                |                                                                                           |                           |                           |                          |                          |
| Étiquette politique (partis et alliances)                                      | Étiquette politique (partis et alliances)                                                 | Voix                      | % des exprimés            | Voix                     | % des exprimés           |
|                                                                                |                                                                                           |                           |                           |                          |                          |
|                                                                                | Thibaut Guilluy La République en marche                                                   | 17 158                    | 35,18                     | 21 204                   | 47,81                    |
|                                                                                | Daniel Fasquelle (député sortant) Les Républicains (Union des démocrates et indépendants) | 15 126                    | 31,02                     | 23 147                   | 52,19                    |
|                                                                                | Benoît Dolle Front national (Debout la France)                                            | 7 098                     | 14,55                     |                          |                          |
|                                                                                | Anaïs Alliot La France insoumise                                                          | 3 670                     | 7,53                      |                          |                          |
|                                                                                | Blandine Drain Parti socialiste                                                           | 2 954                     | 6,06                      |                          |                          |
|                                                                                | Stéphane Sieczkowski-Samier Divers droite                                                 | 1 397                     | 2,86                      |                          |                          |
|                                                                                | Martine Minne Europe Écologie Les Verts                                                   | 678                       | 1,39                      |                          |                          |
|                                                                                | Patrick Macquet Lutte ouvrière                                                            | 332                       | 0,68                      |                          |                          |
|                                                                                | Gwendoline Joos Divers (Union populaire républicaine)                                     | 223                       | 0,46                      |                          |                          |
|                                                                                | Estelle Gacquière Extrême gauche (Nouveau Parti anticapitaliste)                          | 132                       | 0,27                      |                          |                          |
| Source : Ministère de l'Intérieur - Quatrième circonscription du Pas-de-Calais |                                                                                           |                           |                           |                          |                          |

#### Cinquième circonscription
Député sortant : Frédéric Cuvillier (Parti socialiste).
|                                                                                |                                                                           |                           |                           |                          |                          |
|                                                                                |                                                                           | Premier tour 11 juin 2017 | Premier tour 11 juin 2017 | Second tour 18 juin 2017 | Second tour 18 juin 2017 |
|                                                                                |                                                                           |                           |                           |                          |                          |
|                                                                                |                                                                           | Nombre                    | % des inscrits            | Nombre                   | % des inscrits           |
| Inscrits                                                                       | Inscrits                                                                  | 90 125                    | 100,00                    | 90 116                   | 100,00                   |
| Abstentions                                                                    | Abstentions                                                               | 47 422                    | 52,62                     | 52 616                   | 58,39                    |
| Votants                                                                        | Votants                                                                   | 42 703                    | 47,38                     | 37 500                   | 41,61                    |
|                                                                                |                                                                           |                           | % des votants             |                          | % des votants            |
| Bulletins blancs                                                               | Bulletins blancs                                                          | 717                       | 1,68                      | 2 708                    | 7,22                     |
| Bulletins nuls                                                                 | Bulletins nuls                                                            | 385                       | 0,90                      | 1 177                    | 3,14                     |
| Suffrages exprimés                                                             | Suffrages exprimés                                                        | 41 601                    | 97,42                     | 33 615                   | 89,64                    |
|                                                                                |                                                                           |                           |                           |                          |                          |
| Étiquette politique (partis et alliances)                                      | Étiquette politique (partis et alliances)                                 | Voix                      | % des exprimés            | Voix                     | % des exprimés           |
|                                                                                |                                                                           |                           |                           |                          |                          |
|                                                                                | Jean-Pierre Pont La République en marche                                  | 13 145                    | 31,60                     | 20 514                   | 61,03                    |
|                                                                                | Antoine Golliot Front national                                            | 8 789                     | 21,13                     | 13 101                   | 38,97                    |
|                                                                                | Alain Berthault La France insoumise                                       | 5 776                     | 13,88                     |                          |                          |
|                                                                                | Mireille Hingrez-Céréda Parti socialiste                                  | 4 400                     | 10,58                     |                          |                          |
|                                                                                | Fabienne Chochois Les Républicains (Union des démocrates et indépendants) | 4 176                     | 10,04                     |                          |                          |
|                                                                                | David Gobe Parti communiste français                                      | 1 446                     | 3,48                      |                          |                          |
|                                                                                | Cindy Pacques Europe Écologie Les Verts                                   | 1 418                     | 3,41                      |                          |                          |
|                                                                                | Jacques Lannoy Divers droite                                              | 881                       | 2,12                      |                          |                          |
|                                                                                | Vincent Magniez Lutte ouvrière                                            | 536                       | 1,29                      |                          |                          |
|                                                                                | Hervé Krych Divers                                                        | 398                       | 0,96                      |                          |                          |
|                                                                                | Philippe Morbidelli Divers gauche (Nouvelle Donne)                        | 265                       | 0,64                      |                          |                          |
|                                                                                | Malika Hamiani Écologiste (Mouvement 100 %)                               | 205                       | 0,49                      |                          |                          |
|                                                                                | Lilia Ounas Divers (Union populaire républicaine)                         | 166                       | 0,40                      |                          |                          |
| Source : Ministère de l'Intérieur - Cinquième circonscription du Pas-de-Calais |                                                                           |                           |                           |                          |                          |

#### Sixième circonscription
Député sortant : Brigitte Bourguignon (Parti socialiste).
|                                                                              |                                                                             |                           |                           |                          |                          |
|                                                                              |                                                                             | Premier tour 11 juin 2017 | Premier tour 11 juin 2017 | Second tour 18 juin 2017 | Second tour 18 juin 2017 |
|                                                                              |                                                                             |                           |                           |                          |                          |
|                                                                              |                                                                             | Nombre                    | % des inscrits            | Nombre                   | % des inscrits           |
| Inscrits                                                                     | Inscrits                                                                    | 91 152                    | 100,00                    | 91 198                   | 100,00                   |
| Abstentions                                                                  | Abstentions                                                                 | 41 628                    | 45,67                     | 46 254                   | 50,72                    |
| Votants                                                                      | Votants                                                                     | 49 524                    | 54,33                     | 44 944                   | 49,28                    |
|                                                                              |                                                                             |                           | % des votants             |                          | % des votants            |
| Bulletins blancs                                                             | Bulletins blancs                                                            | 904                       | 1,83                      | 2 533                    | 5,64                     |
| Bulletins nuls                                                               | Bulletins nuls                                                              | 519                       | 1,05                      | 1 367                    | 3,04                     |
| Suffrages exprimés                                                           | Suffrages exprimés                                                          | 48 101                    | 97,13                     | 41 044                   | 91,32                    |
|                                                                              |                                                                             |                           |                           |                          |                          |
| Étiquette politique (partis et alliances)                                    | Étiquette politique (partis et alliances)                                   | Voix                      | % des exprimés            | Voix                     | % des exprimés           |
|                                                                              |                                                                             |                           |                           |                          |                          |
|                                                                              | Brigitte Bourguignon (députée sortante) La République en marche             | 20 173                    | 41,94                     | 24 970                   | 60,84                    |
|                                                                              | Marie-Christine Bourgeois Front national                                    | 10 914                    | 22,69                     | 16 074                   | 39,16                    |
|                                                                              | Jean-Michel Taccoen Les Républicains (Union des démocrates et indépendants) | 7 672                     | 15,95                     |                          |                          |
|                                                                              | Nadine Demarey La France insoumise                                          | 5 311                     | 11,04                     |                          |                          |
|                                                                              | Claudine Blauwart Debout la France                                          | 1 109                     | 2,31                      |                          |                          |
|                                                                              | Charlotte Talpaert Europe Écologie Les Verts                                | 1 095                     | 2,28                      |                          |                          |
|                                                                              | Patricia Duvieubourg Parti communiste français                              | 1 016                     | 2,11                      |                          |                          |
|                                                                              | Valérie Legrand Lutte ouvrière                                              | 530                       | 1,10                      |                          |                          |
|                                                                              | Florence Denimal Divers (Union populaire républicaine)                      | 281                       | 0,58                      |                          |                          |
| Source : Ministère de l'Intérieur - Sixième circonscription du Pas-de-Calais |                                                                             |                           |                           |                          |                          |

#### Septième circonscription
Député sortant : Yann Capet (Parti socialiste).
|                                                                               |                                                                             |                           |                           |                          |                          |
|                                                                               |                                                                             | Premier tour 11 juin 2017 | Premier tour 11 juin 2017 | Second tour 18 juin 2017 | Second tour 18 juin 2017 |
|                                                                               |                                                                             |                           |                           |                          |                          |
|                                                                               |                                                                             | Nombre                    | % des inscrits            | Nombre                   | % des inscrits           |
| Inscrits                                                                      | Inscrits                                                                    | 93 277                    | 100,00                    | 93 283                   | 100,00                   |
| Abstentions                                                                   | Abstentions                                                                 | 51 316                    | 55,01                     | 54 900                   | 58,85                    |
| Votants                                                                       | Votants                                                                     | 41 961                    | 44,99                     | 38 383                   | 41,15                    |
|                                                                               |                                                                             |                           | % des votants             |                          | % des votants            |
| Bulletins blancs                                                              | Bulletins blancs                                                            | 550                       | 1,31                      | 2 163                    | 5,64                     |
| Bulletins nuls                                                                | Bulletins nuls                                                              | 299                       | 0,71                      | 1 165                    | 3,04                     |
| Suffrages exprimés                                                            | Suffrages exprimés                                                          | 41 112                    | 97,98                     | 35 055                   | 91,33                    |
|                                                                               |                                                                             |                           |                           |                          |                          |
| Étiquette politique (partis et alliances)                                     | Étiquette politique (partis et alliances)                                   | Voix                      | % des exprimés            | Voix                     | % des exprimés           |
|                                                                               |                                                                             |                           |                           |                          |                          |
|                                                                               | Philippe Olivier Front national                                             | 10 033                    | 24,40                     | 13 710                   | 39,11                    |
|                                                                               | Pierre-Henri Dumont Les Républicains (Union des démocrates et indépendants) | 8 907                     | 21,67                     | 21 345                   | 60,89                    |
|                                                                               | Dominique Piedfort Mouvement démocrate (La République en marche)            | 8 354                     | 20,32                     |                          |                          |
|                                                                               | Yann Capet (député sortant) Parti socialiste                                | 5 211                     | 12,68                     |                          |                          |
|                                                                               | Anne-Sophie Ligniert La France insoumise                                    | 4 742                     | 11,53                     |                          |                          |
|                                                                               | Jacky Hénin Parti communiste français                                       | 1 744                     | 4,24                      |                          |                          |
|                                                                               | Francis Gest Europe Écologie Les Verts                                      | 922                       | 2,24                      |                          |                          |
|                                                                               | Sébastien Lecoustre Debout la France                                        | 510                       | 1,24                      |                          |                          |
|                                                                               | Françoise Millot Lutte ouvrière                                             | 282                       | 0,69                      |                          |                          |
|                                                                               | Janick Charlet Divers (Union populaire républicaine)                        | 150                       | 0,36                      |                          |                          |
|                                                                               | Marie-Jeanne Vincent Extrême droite (Union des patriotes)                   | 141                       | 0,34                      |                          |                          |
|                                                                               | Isabelle Fatoux Extrême gauche (Parti ouvrier indépendant démocratique)     | 116                       | 0,28                      |                          |                          |
| Source : Ministère de l'Intérieur - Septième circonscription du Pas-de-Calais |                                                                             |                           |                           |                          |                          |

#### Huitième circonscription
Député sortant : Michel Lefait (Parti socialiste).
|                                                                               |                                                                                 |                           |                           |                          |                          |
|                                                                               |                                                                                 | Premier tour 11 juin 2017 | Premier tour 11 juin 2017 | Second tour 18 juin 2017 | Second tour 18 juin 2017 |
|                                                                               |                                                                                 |                           |                           |                          |                          |
|                                                                               |                                                                                 | Nombre                    | % des inscrits            | Nombre                   | % des inscrits           |
| Inscrits                                                                      | Inscrits                                                                        | 93 016                    | 100,00                    | 93 014                   | 100,00                   |
| Abstentions                                                                   | Abstentions                                                                     | 45 033                    | 48,41                     | 50 963                   | 54,79                    |
| Votants                                                                       | Votants                                                                         | 47 983                    | 51,59                     | 42 051                   | 45,21                    |
|                                                                               |                                                                                 |                           | % des votants             |                          | % des votants            |
| Bulletins blancs                                                              | Bulletins blancs                                                                | 806                       | 1,68                      | 2 645                    | 6,29                     |
| Bulletins nuls                                                                | Bulletins nuls                                                                  | 500                       | 1,04                      | 1 665                    | 3,96                     |
| Suffrages exprimés                                                            | Suffrages exprimés                                                              | 46 677                    | 97,28                     | 37 741                   | 89,75                    |
|                                                                               |                                                                                 |                           |                           |                          |                          |
| Étiquette politique (partis et alliances)                                     | Étiquette politique (partis et alliances)                                       | Voix                      | % des exprimés            | Voix                     | % des exprimés           |
|                                                                               |                                                                                 |                           |                           |                          |                          |
|                                                                               | Benoît Potterie La République en marche                                         | 12 594                    | 26,98                     | 21 431                   | 56,78                    |
|                                                                               | Karine Haverlant Front national                                                 | 10 055                    | 21,54                     | 16 310                   | 43,22                    |
|                                                                               | Bertrand Petit Parti socialiste                                                 | 10 022                    | 21,47                     |                          |                          |
|                                                                               | Casimir Letellier La France insoumise                                           | 5 334                     | 11,43                     |                          |                          |
|                                                                               | Muriel Volle Union des démocrates et indépendants (Les Républicains)            | 3 657                     | 7,83                      |                          |                          |
|                                                                               | René Hocq Parti communiste français                                             | 2 393                     | 5,13                      |                          |                          |
|                                                                               | Florian Quèze Europe Écologie Les Verts                                         | 856                       | 1,83                      |                          |                          |
|                                                                               | Jason Lamiaux Divers droite                                                     | 586                       | 1,26                      |                          |                          |
|                                                                               | Laure Bourel Lutte ouvrière                                                     | 498                       | 1,07                      |                          |                          |
|                                                                               | Philippe Rigaud Écologiste (Confédération pour l'homme, l'animal et la planète) | 405                       | 0,87                      |                          |                          |
|                                                                               | Marie Van Lierde Divers (Union populaire républicaine)                          | 277                       | 0,59                      |                          |                          |
| Source : Ministère de l'Intérieur - Huitième circonscription du Pas-de-Calais |                                                                                 |                           |                           |                          |                          |

#### Neuvième circonscription
Député sortant : Stéphane Saint-André (Parti radical de gauche).
|                                                                               |                                                                                  |                           |                           |                          |                          |
|                                                                               |                                                                                  | Premier tour 11 juin 2017 | Premier tour 11 juin 2017 | Second tour 18 juin 2017 | Second tour 18 juin 2017 |
|                                                                               |                                                                                  |                           |                           |                          |                          |
|                                                                               |                                                                                  | Nombre                    | % des inscrits            | Nombre                   | % des inscrits           |
| Inscrits                                                                      | Inscrits                                                                         | 79 071                    | 100,00                    | 79 078                   | 100,00                   |
| Abstentions                                                                   | Abstentions                                                                      | 39 178                    | 49,55                     | 43 451                   | 54,95                    |
| Votants                                                                       | Votants                                                                          | 39 893                    | 50,45                     | 35 627                   | 45,05                    |
|                                                                               |                                                                                  |                           | % des votants             |                          | % des votants            |
| Bulletins blancs                                                              | Bulletins blancs                                                                 | 708                       | 1,77                      | 2 355                    | 6,61                     |
| Bulletins nuls                                                                | Bulletins nuls                                                                   | 351                       | 0,88                      | 1 273                    | 3,57                     |
| Suffrages exprimés                                                            | Suffrages exprimés                                                               | 38 834                    | 97,35                     | 31 999                   | 89,82                    |
|                                                                               |                                                                                  |                           |                           |                          |                          |
| Étiquette politique (partis et alliances)                                     | Étiquette politique (partis et alliances)                                        | Voix                      | % des exprimés            | Voix                     | % des exprimés           |
|                                                                               |                                                                                  |                           |                           |                          |                          |
|                                                                               | Marguerite Deprez-Audebert Mouvement démocrate (La République en marche)         | 10 903                    | 28,08                     | 18 451                   | 57,66                    |
|                                                                               | Jacques Delaire Front national                                                   | 8 325                     | 21,44                     | 13 548                   | 42,34                    |
|                                                                               | Pierre-Emmanuel Gibson Les Républicains (Union des démocrates et indépendants)   | 4 912                     | 12,65                     |                          |                          |
|                                                                               | Stéphane Saint-André (député sortant) Parti radical de gauche (Parti socialiste) | 4 623                     | 11,90                     |                          |                          |
|                                                                               | Bruno Dubout La France insoumise                                                 | 4 561                     | 11,74                     |                          |                          |
|                                                                               | Alain Delannoy Divers gauche (Parti socialiste diss.)                            | 1 552                     | 4,00                      |                          |                          |
|                                                                               | Bruno Westrelin Parti communiste français                                        | 1 217                     | 3,13                      |                          |                          |
|                                                                               | Marie-Andrée Queste Europe Écologie Les Verts                                    | 1 042                     | 2,68                      |                          |                          |
|                                                                               | Sebastien Hochart Debout la France                                               | 759                       | 1,95                      |                          |                          |
|                                                                               | Anne-Marie Deflandre Lutte ouvrière                                              | 350                       | 0,90                      |                          |                          |
|                                                                               | Julien Guaquier Divers (Parti du vote blanc)                                     | 213                       | 0,55                      |                          |                          |
|                                                                               | Abdellah Baik Écologiste (Mouvement 100 %)                                       | 200                       | 0,52                      |                          |                          |
|                                                                               | Matthieu Beaufromé Divers (Union populaire républicaine)                         | 177                       | 0,46                      |                          |                          |
| Source : Ministère de l'Intérieur - Neuvième circonscription du Pas-de-Calais |                                                                                  |                           |                           |                          |                          |

#### Dixième circonscription
Député sortant : Serge Janquin (Parti socialiste).
|                                                                              | |                           |                           |                          |                          |
|                                                                              | | Premier tour 11 juin 2017 | Premier tour 11 juin 2017 | Second tour 18 juin 2017 | Second tour 18 juin 2017 |
|                                                                              | |                           |                           |                          |                          |
|                                                                              | | Nombre                    | % des inscrits            | Nombre                   | % des inscrits           |
| Inscrits                                                                     | Inscrits                                                                                               | 90 276                    | 100,00                    | 90 271                   | 100,00                   |
| Abstentions                                                                  | Abstentions                                                                                            | 48 653                    | 53,89                     | 52 822                   | 58,51                    |
| Votants                                                                      | Votants                                                                                                | 41 623                    | 46,11                     | 37 449                   | 41,49                    |
|                                                                              | |                           | % des votants             |                          | % des votants            |
| Bulletins blancs                                                             | Bulletins blancs                                                                                       | 821                       | 1,97                      | 2 261                    | 6,04                     |
| Bulletins nuls                                                               | Bulletins nuls                                                                                         | 306                       | 0,74                      | 1 229                    | 3,28                     |
| Suffrages exprimés                                                           | Suffrages exprimés                                                                                     | 40 496                    | 97,29                     | 33 959                   | 90,68                    |
|                                                                              | |                           |                           |                          |                          |
| Étiquette politique (partis et alliances)                                    | Étiquette politique (partis et alliances)                                                              | Voix                      | % des exprimés            | Voix                     | % des exprimés           |
|                                                                              | |                           |                           |                          |                          |
|                                                                              | Ludovic Pajot Front national                                                                           | 12 676                    | 31,30                     | 17 854                   | 52,58                    |
|                                                                              | Laurence Deschanel La République en marche                                                             | 8 309                     | 20,52                     | 16 105                   | 47,42                    |
|                                                                              | Bernard Cailliau Parti socialiste                                                                      | 7 260                     | 17,93                     |                          |                          |
|                                                                              | Gauthier Jankowski La France insoumise                                                                 | 5 192                     | 12,82                     |                          |                          |
|                                                                              | Nesrédine Ramdani Les Républicains                                                                     | 2 133                     | 5,27                      |                          |                          |
|                                                                              | Ludovic Guyot Parti communiste français                                                                | 1 998                     | 4,93                      |                          |                          |
|                                                                              | Lisette Sudic Europe Écologie Les Verts                                                                | 936                       | 2,31                      |                          |                          |
|                                                                              | Davy Carincotte Divers droite (La France qui ose - Confédération pour l'homme, l'animal et la planète) | 659                       | 1,63                      |                          |                          |
|                                                                              | Marie-Danièle Duquenne Lutte ouvrière                                                                  | 591                       | 1,46                      |                          |                          |
|                                                                              | Richard Markiewicz Divers gauche                                                                       | 436                       | 1,08                      |                          |                          |
|                                                                              | Alizée Dopierala Divers (Union populaire républicaine)                                                 | 257                       | 0,63                      |                          |                          |
|                                                                              | Cédric Courtecuisse Divers gauche (Parti de la démondialisation)                                       | 49                        | 0,12                      |                          |                          |
| Source : Ministère de l'Intérieur - Dixième circonscription du Pas-de-Calais | |                           |                           |                          |                          |

#### Onzième circonscription
Député sortant : Philippe Kemel (Parti socialiste).
|                                                                              |                                                                            |                           |                           |                          |                          |
|                                                                              |                                                                            | Premier tour 11 juin 2017 | Premier tour 11 juin 2017 | Second tour 18 juin 2017 | Second tour 18 juin 2017 |
|                                                                              |                                                                            |                           |                           |                          |                          |
|                                                                              |                                                                            | Nombre                    | % des inscrits            | Nombre                   | % des inscrits           |
| Inscrits                                                                     | Inscrits                                                                   | 94 917                    | 100,00                    | 94 924                   | 100,00                   |
| Abstentions                                                                  | Abstentions                                                                | 50 618                    | 53,33                     | 53 468                   | 56,33                    |
| Votants                                                                      | Votants                                                                    | 44 299                    | 46,67                     | 41 456                   | 43,67                    |
|                                                                              |                                                                            |                           | % des votants             |                          | % des votants            |
| Bulletins blancs                                                             | Bulletins blancs                                                           | 510                       | 1,15                      | 1 594                    | 3,85                     |
| Bulletins nuls                                                               | Bulletins nuls                                                             | 337                       | 0,76                      | 1 011                    | 2,44                     |
| Suffrages exprimés                                                           | Suffrages exprimés                                                         | 43 452                    | 98,09                     | 38 851                   | 93,72                    |
|                                                                              |                                                                            |                           |                           |                          |                          |
| Étiquette politique (partis et alliances)                                    | Étiquette politique (partis et alliances)                                  | Voix                      | % des exprimés            | Voix                     | % des exprimés           |
|                                                                              |                                                                            |                           |                           |                          |                          |
|                                                                              | Marine Le Pen Front national                                               | 19 997                    | 46,02                     | 22 768                   | 58,60                    |
|                                                                              | Anne Roquet La République en marche                                        | 7 141                     | 16,43                     | 16 083                   | 41,40                    |
|                                                                              | Philippe Kemel (député sortant) Parti socialiste                           | 4 705                     | 10,83                     |                          |                          |
|                                                                              | Jean-Pierre Carpentier La France insoumise                                 | 4 334                     | 9,97                      |                          |                          |
|                                                                              | Hervé Poly Parti communiste français                                       | 2 172                     | 5,00                      |                          |                          |
|                                                                              | Alexandrine Pintus Les Républicains (Union des démocrates et indépendants) | 1 818                     | 4,18                      |                          |                          |
|                                                                              | Marine Tondelier Europe Écologie Les Verts                                 | 1 542                     | 3,55                      |                          |                          |
|                                                                              | Flore Lataste Lutte ouvrière                                               | 475                       | 1,09                      |                          |                          |
|                                                                              | Rachid Ferahtia Écologiste (Mouvement 100 %)                               | 456                       | 1,05                      |                          |                          |
|                                                                              | Betty Leclercq Debout la France                                            | 346                       | 0,80                      |                          |                          |
|                                                                              | Aude Lesage Divers (Union populaire républicaine)                          | 215                       | 0,49                      |                          |                          |
|                                                                              | Vincent Caflers Extrême droite (Les Indépendants)                          | 166                       | 0,38                      |                          |                          |
|                                                                              | Jacques Nikonoff Divers gauche (Parti de la démondialisation)              | 85                        | 0,20                      |                          |                          |
| Source : Ministère de l'Intérieur - Onzième circonscription du Pas-de-Calais |                                                                            |                           |                           |                          |                          |

#### Douzième circonscription
Député sortant : Nicolas Bays (Parti socialiste).
|                                                                               |                                                                         |                           |                           |                          |                          |
|                                                                               |                                                                         | Premier tour 11 juin 2017 | Premier tour 11 juin 2017 | Second tour 18 juin 2017 | Second tour 18 juin 2017 |
|                                                                               |                                                                         |                           |                           |                          |                          |
|                                                                               |                                                                         | Nombre                    | % des inscrits            | Nombre                   | % des inscrits           |
| Inscrits                                                                      | Inscrits                                                                | 95 109                    | 100,00                    | 95 124                   | 100,00                   |
| Abstentions                                                                   | Abstentions                                                             | 51 200                    | 53,83                     | 55 382                   | 58,22                    |
| Votants                                                                       | Votants                                                                 | 43 909                    | 46,17                     | 39 742                   | 41,78                    |
|                                                                               |                                                                         |                           | % des votants             |                          | % des votants            |
| Bulletins blancs                                                              | Bulletins blancs                                                        | 806                       | 1,84                      | 2 146                    | 5,40                     |
| Bulletins nuls                                                                | Bulletins nuls                                                          | 565                       | 1,29                      | 1 180                    | 2,97                     |
| Suffrages exprimés                                                            | Suffrages exprimés                                                      | 42 538                    | 96,88                     | 36 416                   | 91,63                    |
|                                                                               |                                                                         |                           |                           |                          |                          |
| Étiquette politique (partis et alliances)                                     | Étiquette politique (partis et alliances)                               | Voix                      | % des exprimés            | Voix                     | % des exprimés           |
|                                                                               |                                                                         |                           |                           |                          |                          |
|                                                                               | Bruno Bilde Front national                                              | 15 115                    | 35,53                     | 20 056                   | 55,07                    |
|                                                                               | Coralie Rembert La République en marche                                 | 8 863                     | 20,84                     | 16 360                   | 44,93                    |
|                                                                               | Laurent Duporge Parti socialiste                                        | 6 829                     | 16,05                     |                          |                          |
|                                                                               | Grégory Frackowiak La France insoumise                                  | 5 120                     | 12,04                     |                          |                          |
|                                                                               | Caroline Meloni Les Républicains (Union des démocrates et indépendants) | 1 781                     | 4,19                      |                          |                          |
|                                                                               | Christian Champire Parti communiste français                            | 1 774                     | 4,17                      |                          |                          |
|                                                                               | Daniel Ludwikowski Europe Écologie Les Verts                            | 992                       | 2,33                      |                          |                          |
|                                                                               | Régis Scheenaerts Lutte ouvrière                                        | 616                       | 1,45                      |                          |                          |
|                                                                               | Jean-Michel Andreau Debout la France                                    | 525                       | 1,23                      |                          |                          |
|                                                                               | Frédéric Lamand Divers droite                                           | 443                       | 1,04                      |                          |                          |
|                                                                               | Christiane Bouriez Écologiste (Mouvement 100 %)                         | 215                       | 0,51                      |                          |                          |
|                                                                               | Henri Condette Divers (Union populaire républicaine)                    | 197                       | 0,46                      |                          |                          |
|                                                                               | Alexandre Ruiz Divers gauche (Parti de la démondialisation)             | 68                        | 0,16                      |                          |                          |
| Source : Ministère de l'Intérieur - Douzième circonscription du Pas-de-Calais |                                                                         |                           |                           |                          |                          |